# Toyokoro
Toyokoro (jap. 豊頃町 Toyokoro-chō) – miasto w Japonii, w prefekturze Hokkaido, w podprefekturze Tokachi. Według danych na rok 2020 miejscowość zamieszkiwało 3 022 mieszkańców , a gęstość zaludnienia wyniosła 5,6 os./km².